# 야탑고등학교
야탑고등학교(野塔高等學校)는 대한민국 경기도 성남시 분당구 야탑동에 있는 사립 고등학교이다.

## 학교 연혁
- 1986년 12월 3일 : 학교 설립 인가 (학년당 6학급, 총 18학급)
- 1987년 3월 9일 : 제1회 입학식 (6학급 342명)
- 1987년 10월 15일 : 초대 이선수 교장 취임
- 1989년 6월 15일 : 경암학원 김수환 이사장 취임
- 1990년 2월 13일 : 제1회 졸업식 (6학급 310명)
- 2003년 9월 8일 : 학급증설 승인(11학급 총 33학급)
- 2003년 9월 25일 : 경암홀 개관식
- 2006년 9월 7일 : 학교 도서관 개관
- 2006년 9월 7일 : 명정관 개관
- 2015년 3월 2일 : 제4대 김인성 이사장 취임
- 2024년 1월 4일 : 제35회 졸업식 (9학급 206명)
- 2024년 3월 1일 : 제14대 김형정 교장 취임
- 2024년 3월 4일 : 제38회 입학식 (10학급 270명)

## 참고 자료
- 야탑고등학교 - 한국교육학술정보원 학교알리미